# Монастер (Ленингорский район, Лехурское ущелье)
Монастер (осет. Монастъер, груз. მონასტერი) — приграничное село на юге Ленингорского района Южной Осетии; согласно юрисдикции Грузии — в Ахалгорском муниципалитете.

## География
Расположено на юге Ленингорского района на реке Лехура к югу от села Цхилон и к востоку от села Орчосан.

## Население
Основное население составляли в осетины. После событий начала 1990-х годов село в основном опустело.

## История
В разгар южноосетинского конфликта село в 1992—2008 гг. было на границе зоны контроля Грузии. После войны в августе 2008 года село перешло под контроль властей РЮО.

## Топографические карты
- Лист карты K-38-65 Ленингори. Масштаб: 1 : 100 000. Издание 1979 г.